# Karl Eduard Ortgies
Karl Eduard Ortgies (19 de febrero de 1829 - 1916) fue un botánico, y horticultor alemán, quien fue subdirector de la revista botánica Gartenflora  fundada por Eduard von Regel en 1852. Y fue inspector (es decir, dirección) del Jardín Botánico de Zúrich.

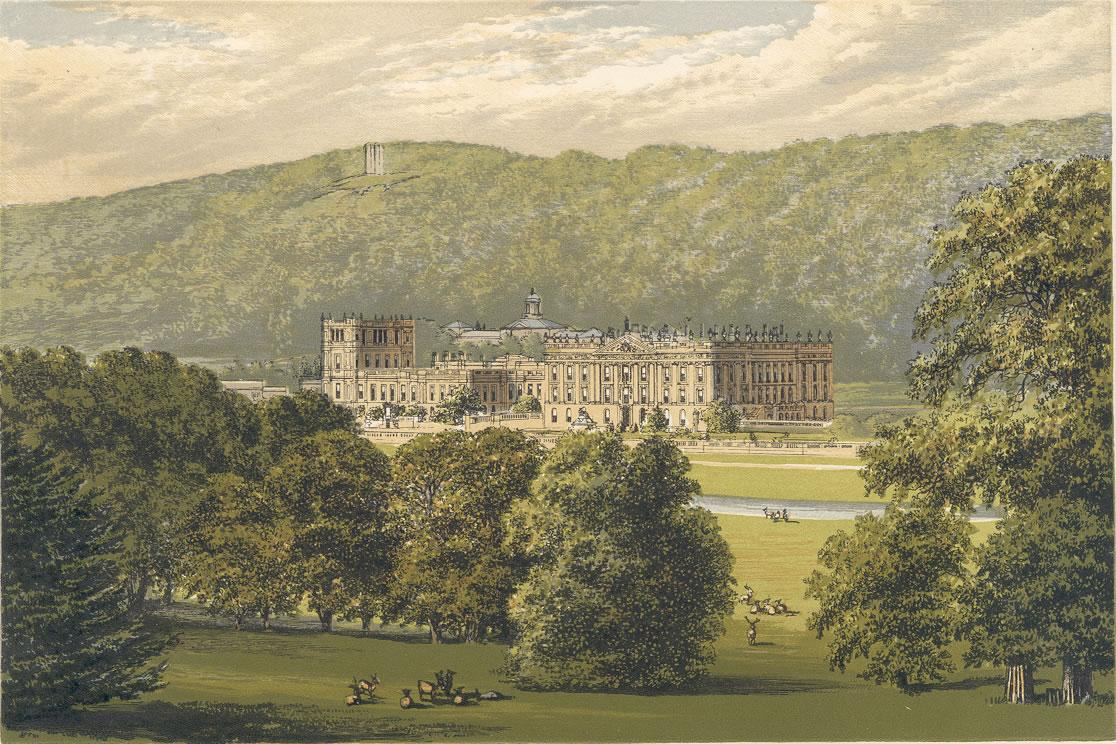
Chatsworth House

## Honores

### Epónimos
Género
- (Bromeliaceae) Ortgiesia Regel[1]

Especies
Unas 23 especies honran su nombre, entre ellas:
- (Araceae) Anthurium × ortgiesii Hort.[2]
- (Bromeliaceae) Aechmea ortgiesii Baker[3]
- (Gesneriaceae) Tydaea × ortgiesii Hort. Van Houtte ex Planch.[4]
- (Orchidaceae) Anoectochilus ortgiesii Van Geert[5]
- (Oxalidaceae) Xanthoxalis ortgiesii (Regel) Holub[6]